# میمون عنکبوتی پرو
میمون عنکبوتی پرو (نام علمی: Ateles chamek) نام یک گونه از سرده میمون عنکبوتی است.